# Spastica glandulosa
Spastica glandulosa là một loài bọ cánh cứng trong họ Meloidae. Loài này được Erichson miêu tả khoa học năm 1848.